# پروستاگلاندین

E_{1} - Alprostadil

پروستاگلاندین‌ها یکی از مهم‌ترین واسطه‌های شیمیایی در داخل بدن هستند که با تأثیر بر روی گیرنده‌های مختلف سلولی تأثیرات متنوع زیادی در بدن دارند. پروستاگلاندین‌ها مولکول لیپیدی بیست کربنه بوده ساختاری شبیه کلسترول دارند. پروستاگلاندین‌ها دارای انواع مختلفی مانند F2,E2 آلفا، PGI2 و غیره هستند.123

## تاریخچه و نامگذاری
این مولکول‌ها برای اولین بار در سال ۱۹۳۵ توسط اولف فون اویلر و گلدبلات در بدن انسان پیدا شدند. عقیده اولیه بر این بود که این مواد از ترشحات پروستات هستند، هرچند مشاهدات بیشتر به زودی نشان داد که منشأ اصلی این مولکول‌ها از کیسه منی است. در ادامه این مولکول‌ها در بافت‌های مختلف پیدا شده و اهمیت آن‌ها در برقراری هم‌ایستایی به اثبات رسید. اولین روش سنتز پروستاگلاندین ف ۲, توسط الیاس کوری در سال ۱۹۶۹ ارائه شد.

## نحوه ساخت

بیوسنتز ایکوزانوئید.

آنزیم فسفولیپاز فسفولیپیدهای غشای سلول را به اسید آراشیدونیک تبدیل می‌کند. سپس اسید آراشیدونیک در درون کوکس یا همان آنزیم سیکلواکسیژناز (هردو نوع ۱ و ۲) باعث تبدیل به پروستاگلاندین‌ها می‌شود.

## تأثیرات
پروستاگلاندین‌ها یکی از مهم‌ترین واسطه‌های التهاب می‌باشند و مهار ساخت آن‌ها توسط داروهای ضد التهاب غیر استروئیدی (مانند بروفن*) موجب کاهش التهاب می‌شود. این واسطه‌ها همچنین در انقباض رحمی در هنگام زایمان، افزایش حرکات روده، بهبود دفاع مخاطی معده و افزایش جریان خون کلیوی نیز نقش دارند که این نقش‌ها مبنای ساخت داروهای متعددی قرار گرفته‌است.

## انواع
جدول زیر مقایسه انواع پروستاگلاندین را نشان می‌دهد.
| نوع   | گیرنده     | عملکرد |
| ----- | ---------- | --- |
| PGI2  | IP         | - گشادکننده عروق - جلوگیری از تراکم پلاکت - گشادکننده برونش                                                                                        |
| PGE2  | EP1        | - تنگ‌کننده برونش - انقباض در ماهیچه دستگاه گوارش                                                                                                   |
| PGE2  | EP2        | - گشادکننده برونش - سست‌کننده ماهیچه در دستگاه گوارش - گشادکننده عروق                                                                               |
| PGE2  | EP3        | - کاهش ترشح اسید در معده - افزایش ترشح مخاط (موکوس) در معده - انقباض رحمی (دوران بارداری) - منقبض‌کننده ماهیچه در دستگاه گوارش - محدودکننده لیپولیز |
| PGE2  | غیراختصاصی | - پردردی - تب |
| PGF2α | FP         | - انقباض در رحم - تنگ‌کننده راه‌های هوایی (برونش) |